# Hegyeshalom
Hegyeshalom (in tedesco: Straß-Sommerein) è un comune di 3 496 abitanti situato nella contea di Győr-Moson-Sopron, nell'Ungheria nordoccidentale.